# Solanum papaverifolium
Solanum papaverifolium är en potatisväxtart som beskrevs av Symon. Solanum papaverifolium ingår i släktet skattor som ingår i familjen potatisväxter. Inga underarter finns listade i Catalogue of Life.